# Congreso Nacional Unido
El Congreso Nacional Unido (en inglés: United National Congress) abreviado como UNC es un partido político de Trinidad y Tobago de tendencia socialdemócrata o socialista democrática fundado el 30 de abril de 1989. Desde las elecciones generales de 1991 ha sido uno de los dos mayores partidos políticos del país, junto con el nacionalista Movimiento Nacional del Pueblo (PNM).
Históricamente, el UNC ha sido apoyado por una mayoría de indotrinitenses hindúes, y las diferentes minorías del país, lo que ha llevado a que se le apode coloquialmente como el Partido Indio o Partido Hindú. Sus colores oficiales son el amarillo o dorado, y su símbolo es el sol naciente sobre las Colinas de Trinidad.
Se fundó como un movimiento disidente de la gobernante Alianza Nacional para la Reconstrucción (NAR) en 1988. En las siguientes elecciones, que ganó el Movimiento Nacional del Pueblo, obtuvo un desempeño notable al superar a la NAR y ocupar el segundo puesto, llevando a su líder y fundador, Basdeo Panday, al cargo de líder de la oposición. En las elecciones de 1995 logró imponerse al formar una coalición con la NAR, para posteriormente gobernar en solitario con Panday como primer ministro. Aunque ganó las elecciones de 2000, una deserción de parlamentarios del partido llevó a nuevos comicios en 2001 y, si bien el UNC logró ser el partido más votado, el empate de escaños (18 a 18) con el PNM llevó al presidente Arthur Robinson a designar al líder de dicho partido, Patrick Manning, primer ministro. Después de recibir resultados decepcionantes en las elecciones de 2002 y 2007, en 2010 logró retornar al poder por abrumador margen tras formar una coalición de centroizquierda con otros partidos políticos, Asociación Popular (PP), encabezada por Kamla Persad-Bissessar, que se convirtió en la primera mujer primera ministra de Trinidad y Tobago. La alianza fue, sin embargo, derrotada nuevamente en las elecciones de 2015. En la actualidad, se mantiene como uno de los dos principales partidos del país, con 19 de los 41 escaños de la Cámara de Representantes, y 6 de los 31 escaños del Senado.

## Resultados electorales
|  | 29.06 % |

|  | 45.76 % |

|  | 51.74 % |

|  | 49.90 % |

|  | 46.87 % |

|  | 29.84 % |

|  | 43.72 % |

|  | 39.61 % |

|  | 47.09 % |

|  | 54.04 % |